# 大原浄貞
大原 浄貞（おおはら の きよさだ、生没年不詳）は、奈良時代の貴族。初名は都良麻呂（つらまろ）で、名は清貞とも記される。氏は一時期浄原（清原）（きよみはら）と称した。官位は従五位下・信濃守。

## 経歴
天平宝字8年（764年）藤原仲麻呂の乱終了後に、大原都良麻呂から浄原浄貞に改姓改名した（この時の官位は中務少丞正六位上）。天平神護2年（766年）田口安麻呂・息長道足・粟田鷹守・輔治野清麻呂（のち和気清麻呂）・藤原種継とともに従五位下に叙爵する。神護景雲2年（768年）宮内省次官が両方交代し、大輔に榎井小祖が、少輔に浄貞が補せられた。
光仁朝に入ると、宝亀2年（771年）摂津亮、宝亀3年（772年）周防守、宝亀5年（774年）摂津亮（摂津大夫は掃守王）と地方官を歴任する。またこの間の宝亀3年（772年）には大原真人の氏姓に復しているが、これには称徳天皇による氏名変更を是正する目的があったという。
宝亀7年（776年）右衛士府の大幅な体制変更があり、右衛士督に藤原小黒麻呂が、右衛士佐に巨勢池長が、右衛士員外佐に浄貞がそれぞれ任ぜられている。宝亀9年（778年）2月に石川望足の後任の信濃守に補せられ再び地方官に転じるが、早くも同年8月には大伴不破麻呂に交替した。

## 官歴
注記のないものは『続日本紀』による。
- 時期不詳：正六位上、中務少丞
- 天平宝字8年（764年） 10月8日：大原都良麻呂から浄原浄貞に改姓改名
- 天平神護2年（766年） 11月5日：従五位下
- 神護景雲2年（768年） 2月18日：宮内少輔
- 宝亀2年（771年） 閏3月1日：摂津亮
- 宝亀3年（772年） 4月3日：清原真人から大原真人に改姓。11月1日：周防守
- 宝亀5年（774年） 3月5日：摂津亮
- 宝亀7年（776年） 3月5日：右衛士員外佐
- 宝亀9年（778年） 2月4日：信濃守